# Клейстогамія

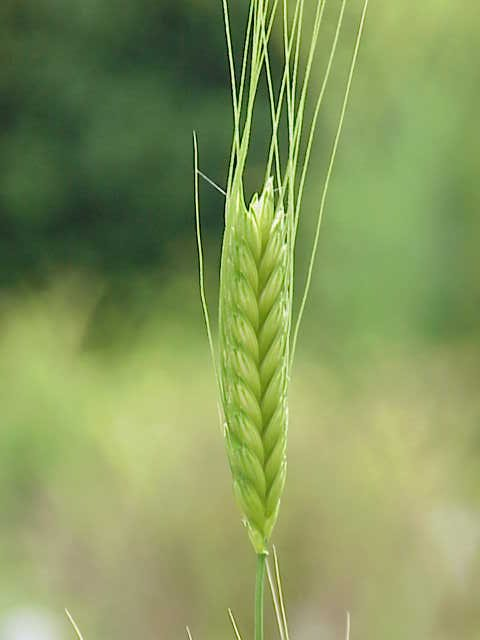
Колосок пшениці з повністю закритими квітами

Клейстогамія — тип самозапилення, при якому запилення відбувається в квітках, які ніколи не розкриваються. Клейстогамія характерна для арахісу, гороху та квасолі, широко поширена серед трав, однак найбільшим родом клейстогамних рослин є Фіалка.

## Опис

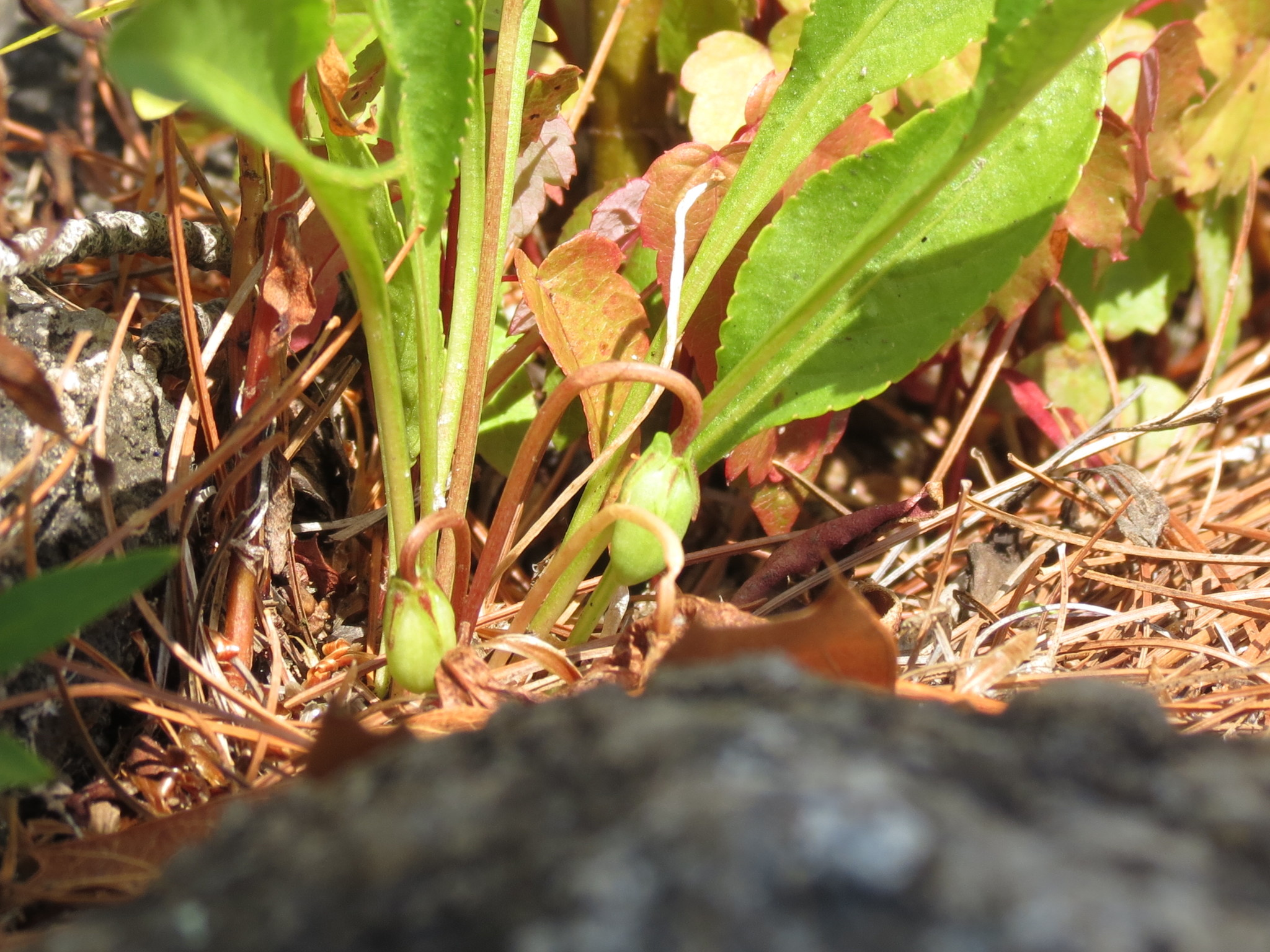
самозапильні квітки Viola lanceolata

У випадку генетично модифікованого ріпаку дослідники намагаються знизити можливість перенесення генів між генетично модифікованими і немодифікованими рослинами, тому намагаються зробити генетично модифіковані рослини клейстогамними. Однак через деякі нестабільності клейстогамних форм генетично модифікованих рослин бувають випадки, коли квітки відкриваються і генетично модифікований пилок звільняється.